# 襲撃部隊 (フランス海軍)
襲撃部隊（しゅうげきぶたい、仏：Force de Raid）は、第二次世界大戦中にフランス海軍がブレストで編成した部隊である。マルセル・ブルーノ・ジャンスール大将が指揮する襲撃部隊は、フランス海軍が保有する最新鋭の主力艦たる戦艦「ダンケルク」と「ストラスブール」を中心に、新鋭巡洋艦3隻、 大型駆逐艦8隻、そして航空母艦1隻で構成された。フランス本土での戦いとそれに続く休戦を受けてイギリス軍がメルス・エル・ケビールを攻撃した後、襲撃部隊は事実上独立した部隊としては消滅した。 

## 戦略的意義

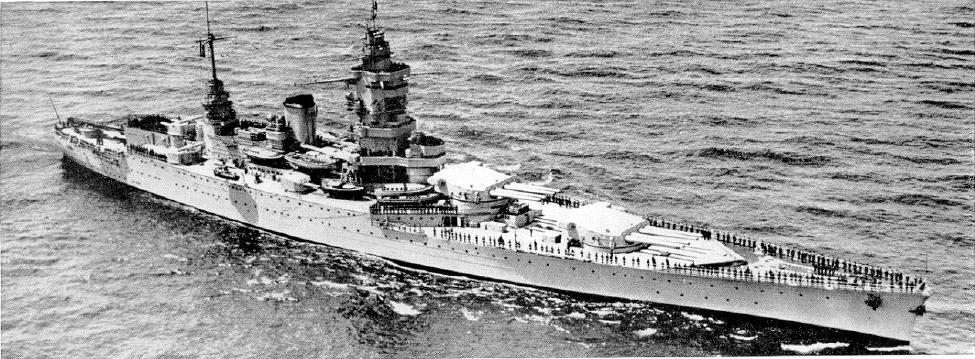
戦艦ダンケルク

戦艦は、1921年から1922年にかけて行われたワシントン海軍会議で各国の保有隻数に制限がかけられて以来、戦略的な軍拡競争の焦点として国際的に認識されてきた。その中で、アメリカとイギリスが保有している戦艦数に隻数で対抗することができない国々は、自国より強力な艦隊を回避できることを期待してより高速な戦艦を建造していた。例えばイタリアは1937年に「コンテ・ディ・カブール」と「ジュリオ・チェザーレ」を近代化改装し、換装された機関は両艦の速力を28ノットに引き上げた。また、ドイツは1938年に速力31ノットの戦艦「グナイゼナウ」を、1939年1月に同型艦「シャルンホルスト」を完成させた。
第二次世界大戦の最初の10か月間、ダンケルク級戦艦を擁する襲撃部隊は、シャルンホルスト級戦艦に対抗するため利用できる唯一の近代的な連合国軍戦艦であった。旧態依然としたイギリス海軍の巡洋戦艦「レパルス」、「レナウン」そして「フッド」は速力こそ同等であったが、それらの水平甲板装甲は、航空爆弾および急角度で落下する長距離からの砲弾に対して不十分な防護しかなかった。
イタリアの戦艦「ヴィットリオ・ヴェネト」が1940年4月に、同型艦「リットリオ」も同年5月にそれぞれ完成した。7月には「カイオ・ドゥイリオ」が速力27ノットに近代化改装され、「アンドレア・ドーリア」も10月に同様の改装を完了した。ドイツでは戦艦「ビスマルク」が8月に完成した。
イギリス海軍初の近代的高速戦艦であった「キング・ジョージ5世」は1940年12月まで完成せず、しかも1936年にはイギリス防衛評議会小委員会が「航空機が戦艦を破壊可能であると想定する正当な理由はない」と結論付けてさえいた。この結論は1940年11月にイギリス自身が行ったタラント空襲によって反証されたであろうが、首相ウィンストン・チャーチルは1941年8月まで戦艦を重視し続けた。

## 活動
襲撃部隊は宣戦布告直後にブレストから出撃し、モロッコの港に対するドイツ海軍の襲撃を防ぐため一時的にカサブランカ沖を哨戒した。
連合国軍は1939年10月5日、ポケット戦艦「アドミラル・グラーフ・シュペー」が南大西洋で商船を沈め始めた時に8個の海軍掃討グループを組織した。襲撃部隊の戦艦「ダンケルク」、空母「ベアルン」、軽巡洋艦「モンカルム」、「ジョルジュ・レイグ」、「グロワール」、大型駆逐艦「ローダシュー」、「ル・ファンタスク」、「ル・マラン」、「ル・テリブル」、「ル・トリオンファン」、「ランドンターブル」、「モガドール」、「ヴォルタ」も、L部隊（Force L）としてブレストから北大西洋を哨戒した。
「ストラスブール」は西インド諸島に分派され、イギリス海軍の空母「ハーミーズ」、軽巡洋艦「ネプチューン」と共にN部隊（Force N）を編成した。「ベアルン」は近代的な襲撃部隊の艦艇に同行するには速力が遅すぎることが判明したためすぐに部隊から分離され、フランス向けに製造されたアメリカ製戦闘機を本国に運ぶ航空機輸送艦として使用された。L部隊の残りの艦は、ジャマイカのキングストンからブリテン諸島へ向かう輸送船団KJ4を護衛し、ポケット戦艦「ドイッチュラント」による攻撃を防いだ。「ストラスブール」は11月21日にダカールを離れ、11月27日に「ル・トリオンファン」、「ランドンターブル」、「ル・マラン」によってブレストに護送された。「ストラスブール」は、ラプラタ沖海戦中にY部隊（Force Y）として「ネプチューン」と共に再び南方へ航海した。
襲撃部隊はイタリアが枢軸陣営で参戦することを見越して、1940年4月27日にその作戦拠点をブレストからフランス領アルジェリアのメルス・エル・ケビールに移した。襲撃部隊はドイツ海軍の戦隊がジブラルタル海峡に入ろうとしているという誤報に基づきメルス・エル・ケビールから出撃した後、6月13日にイタリア海軍の潜水艦ダンドーロによる攻撃を受けたが被害はなかった。
フランスが本土での戦いに敗れ、 コンピエーニュの森でナチス・ドイツと休戦協定を結んだ後、襲撃部隊の艦艇は枢軸国占領地域外のアフリカ植民地に停泊したが、イギリスのチャーチル政権は、これらの近代的な主力艦がフランスの同意の下あるいは同意なしに枢軸国の手に渡る可能性を大いに警戒していた。ジャンスール提督が休戦条項に違反するとしてイギリス側の要求を拒否した時、イギリス海軍はメルス・エル・ケビール港を攻撃した（メルセルケビール海戦）。生き残った襲撃部隊の戦艦は修理され、その後トゥーロンに移送された。

## 戦闘序列

### 第1艦隊（1re Escadre）
- 第1戦列艦隊（1re division de ligne）
  - ダンケルク
  - ストラスブール

- 第4巡洋艦隊（4e division de croiseurs）
  - ジョルジュ・レイグ
  - グロワール
  - モンカルム

### 第2軽艦隊（2e escadre légère）
- 第6駆逐隊（6e division de contre-torpilleurs、6e DCT）
  - モガドール
  - ヴォルタ（英語版）

- 第8駆逐隊（8e division de contre-torpilleurs、8e DCT）
  - ランドンターブル
  - ル・マラン
  - ル・トリオンファン

- 第10駆逐隊（10e division de contre-torpilleurs、10e DCT）
  - ル・ファンタスク
  - ローダシュー
  - ル・テリブル

### その他
- ベアルン[16]